# 화재 스프링클러

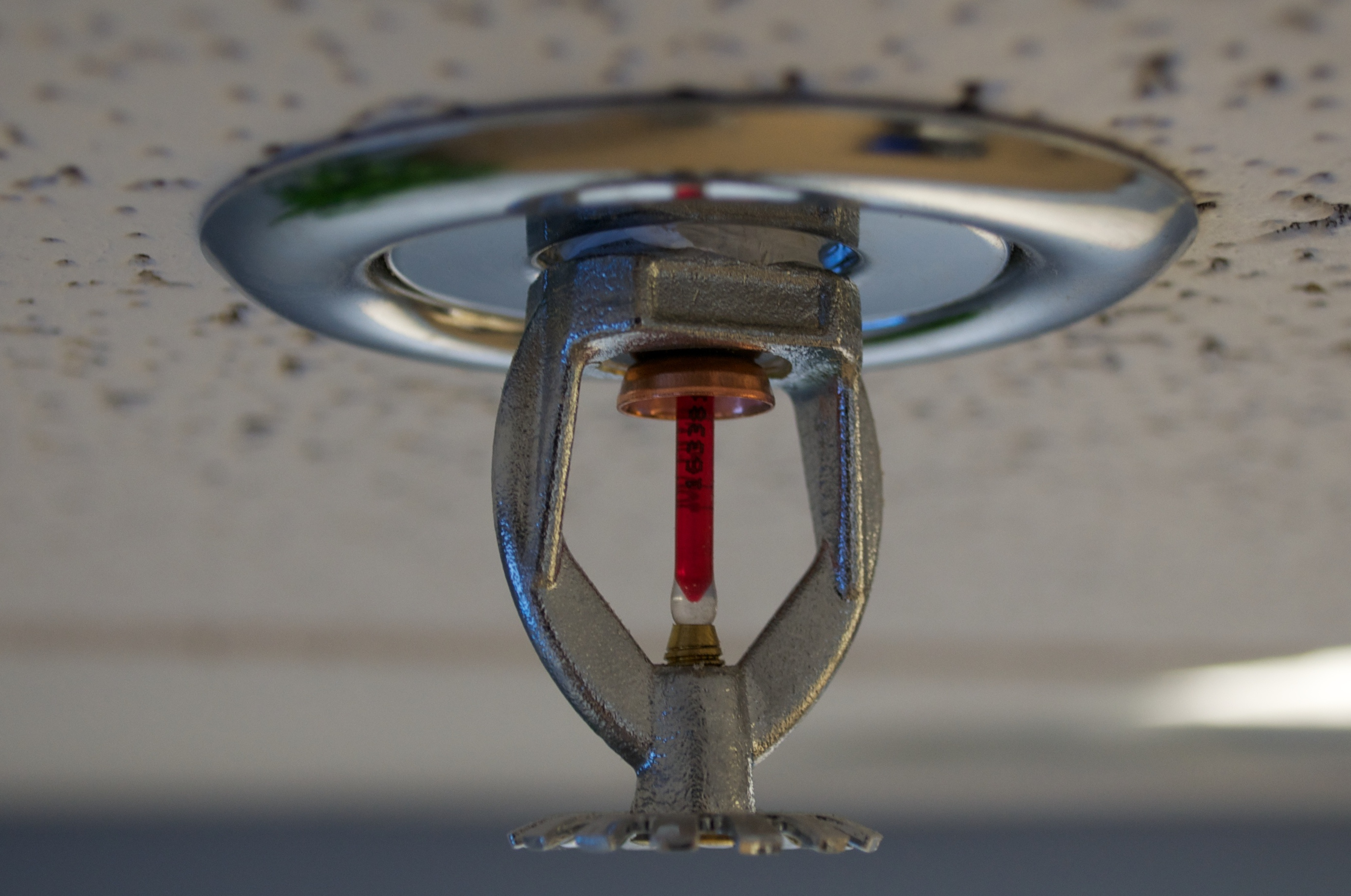
천장에 부착된 화재 스프링클러의 모습.

화재 스프링클러(火災- , fire sprinkler, 파이어 스프링클러), 소화 스프링클러(消火- ), 소화용 스프링클러(消火用- ), 방화 살수기(防火撒水器), 소방 살수기(消防撒水器)는 미리 정의된 온도가 초과되는 등 화재의 영향이 감지되었을 때 물을 뿜어내는 화재 스프링클러 설비 부품이다. 살수기 머리, 스프링클러 헤드(sprinkler head)라고도 한다. 화재 스프링클러는 전 세계적으로 널리 사용되며 해마다 40,000,000개 이상의 살수기 머리가 수반된다. 적절히 설계되고 정비된 화재 스프링클러에 의해 보호를 받는 건물에서는 99% 이상의 화재가 오직 화재 스프링클러에 의해서만 통제를 받았다.

## 같이 보기
- 관로 (시설)
- 타이코 인터내셔널